# Huitième brigade
La Huitième brigade est une brigade du Cinquième corps de l'Armée arabe syrienne. Elle est dirigée par Ahmed al-Awda et active à Bosra, dans le gouvernorat de Deraa.

## Historique
En juillet 2018, le groupe rebelle de la Jeunesse sunnite, dirigé par Ahmed al-Awda, signe un accord de réconciliation avec le régime de Bachar el-Assad, devenant la Huitième brigade du Cinquième corps formé par la Russie. La brigade participe, aux côtés du régime, aux combats contre les rebelles sur le front du nord-ouest syrien. En juin 2020, al-Awda annonce vouloir former une armée à Deraa.
Après la chute du régime Assad, et l'assassinat, en avril 2025 — par des hommes de la brigades —, de Bilal Daroubi, rallié au nouveau régime d'Ahmed al-Charaa, les forces de sécurité obtiennent la dissolution de l'unité, son désarmement et prennent le contrôle de ses installations militaires et de ses prisons.